# Gliese 785
Gliese 785 – gwiazda w gwiazdozbiorze Koziorożca, odległa o około 28,7 roku świetlnego od Słońca. Ma układ planetarny, w którym znajdują się dwie znane planety.

## Charakterystyka
Gliese 785 jest pomarańczowym karłem, gwiazdą ciągu głównego należącą do typu widmowego K3. Ma jasność równą 12,6% jasności Słońca i temperaturę 5166 K. Jej masa to około 80% masy Słońca, a promień jest oceniany na 73% promienia Słońca.

## Układ planetarny
Gwiazda ma przynajmniej dwie planety – Gliese 785 b odkrytą w 2010 roku i Gliese 785 c, poznaną w 2011 roku. Obie planety mają masę minimalną podobną do masy Neptuna, są więc gazowymi olbrzymami. Ich orbity przebiegają blisko odpowiednio wewnętrznego i zewnętrznego skraju ekosfery gwiazdy.
| Towarzysz | Masa minimalna [ M🜨 ] | Okres orbitalny [ d ] | Półoś wielka [ au ] | Ekscentryczność | Temperatura równowagowa [ K ] |
| --------- | --------------------- | --------------------- | ------------------- | --------------- | ----------------------------- |
| b         | 16,9 ± 0,9            | 74,72 ± 0,10          | 0,162 ± 0,017       | 0,13 ± 0,04     | 355                           |
| c         | 24 ± 5                | 525,8 ± 9,2           | 1,180 ± 0,025       | 0,32 ± 0,11     | 185                           |